# Festival de Cinema de Nova York
El Festival de Cinema de Nova York (en anglès New York Film Festival, NYFF) és un festival cinematogràfic anual no competitiu, que se celebra a Nova York (Estats Units) des de 1963, i que va ser establert per Amos Vogel i Richard Roud.
Les pel·lícules són seleccionades per la Film Society del Lincoln Center. El festival és també conegut pels diversos programes que tenen lloc en paral·lel al festival principal. El "Views from the Avant-Garde" és un aparador anual de pel·lícules experimentals no narratives, que es fa des de 1997.

## Història
Richard Roud, el primer programador del festival, va ser contractat l'any 1962 per William Schuman, el president del Lincoln Center. Roud, natural de Boston, estava visquent a Londres en aquell moment, on treballava de crític de cinema a The Guardian i duia el Festival de Cinema de Londres, de manera que no va mudar-se als Estats Units i va optar per contractar Amos Vogel, del llegendari club cinematogràfic Cinema 16, com a co-programador amb seu a Nova York.
La primera edició del festival va inaugurar-se el 10 de setembre de 1963 amb la projecció d'El ángel exterminador, de Luis Buñuel. L'any 1966 Roud i Vogel van formar el primer comitè de selecció, format per Arthur Knight i Andrew Sarris; Susan Sontag va entrar-hi l'any següent. Vogel va abandonar el seu càrrec de director del festival el 1968, i Roud, que ja havia estat designat director de programa, va presidir el festival del 1969 al 1987. Els 25 anys de Roud en el festival es van caracteritzar per estar centrats en el cinema europeu dels anys de postguerra i ascens del cinema d'autor.
Richard Peña va prendre el relleu com a cap de programació el 1988. Peña, historiador del cinema, acadèmic i programador, ja havia treballat al Centre Cinematogràfic del School of the Art Institute of Chicago. Va arribar al Festival de Cinema de Nova York com un ajudant de Roud, però durant el període en què va fer de programador (que van ser 25 anys) va respectar les tradicions del festival i el seu caràcter genuí, conservant el procés del comitè de selecció, el format no competitiu, la sessió de preguntes i respostes al director després de la projecció, i l'estricta selecció del festival, a la vegada que treballava per tal d'expandre l'interès eurocentrat del NYFF. Cineastes com Hou Hsiao-hsien, Manoel de Oliveira, Leos Carax, Raúl Ruiz i Krzysztof Kieślowski van donar-se a conèixer al públic del festival durant l'etapa Roud, i van acabar essent habituals en l'etapa de Peña. Després de 25 anys fent de director de programa i cap del comitè de selecció del NYFF, Peña va viure el seu últim any al festival el 2012, durant la presentació de la 50a edició.
Després de la marxa de Peña va agafar el testimoni Robert Koehler i es va encarregar de la programació, mentre que Kent Jones, que havia deixat la Film Society del Lincoln Center el 2009 per treballar com a director executiu de la World Cinema Foundation, va tornar per a dirigir el NYFF. Jones havia començat la seva carrera de programador al Film Forum i al Festival Internacional de Cinema de Rotterdam, abans d'enrolar-se a la Film Society del Lincoln Center el 1998 com a director associat de programació i membre del comitè de programació del NYFF.

## Pel·lícules
- Malavana, (pel·lícula del 2001)